# Такі ж, як ми!
«Такі ж, як ми!» (рос. «Такие же, как мы!») — радянський художній фільм 1980 року, знятий режисером Едгаром Ходжикяном на кіностудії «Мосфільм».

## Сюжет
В основі проблемного фільму — будівництво однієї з ділянок БАМу взимку 1975 року.

## У ролях
- Олександр Збруєв — Олексій Крилов
- Ігор Янковський — Петро Красов
- Ірина Димченко — Ася Новікова
- Володимир Герасимов — епізод
- Петро Вельямінов — епізод
- Володимир Сєдов — Маховиков
- Лариса Удовиченко — Катя
- Олександр Галібін — Валерій Носарєв
- Олег Жаков — Трепіхалін
- Олена Мельникова — епізод
- Юрій Волков — Іван Михайлович
- Кирило Столяров — Диченко
- Сергій Присєлков — епізод
- Станіслав Бородокін — Федющенко
- Олександр Вдовін — епізод
- Володимир Козелков — епізод
- Марина Лобишева-Ганчук — епізод
- Олександр Леньков — епізод
- В'ячеслав Молоков — епізод
- Микола Маліков — епізод
- Григорій Маліков — епізод
- Віктор Мурганов — епізод
- Володимир Мишкін — Саша
- Фаріда Мумінова — епізод
- Володимир Ткалич — епізод
- О. Орлов — епізод

## Знімальна група
- Режисер — Едгар Ходжикян
- Сценарист — В'ячеслав Хотульов
- Оператор — Михайло Коропцов
- Композитор — Борис Ричков
- Художник — Геннадій Мясников